# Rabobank Development Team/Saison 2015
Dieser Artikel listet Erfolge und Fahrer des Radsportteams Rabobank Development Team in der Saison 2015 auf.

## Erfolge in der UCI Europe Tour
In den Rennen der Saison 2015 der UCI Europe Tour gelangen die nachstehenden Erfolge.
| Datum       | Rennen                                              | Kat. | Sieger      |
| ----------- | --------------------------------------------------- | ---- | ----------- |
| 14. Mai     | 1. Etappe Rhône-Alpes Isère Tour                    | 2.2  | Sam Oomen   |
| 14.–17. Mai | Gesamtwertung Rhône-Alpes Isère Tour                | 2.2  | Sam Oomen   |
| 19. Juni    | 2. Etappe Tour des Pays de Savoie                   | 2.2  | Sam Oomen   |
| 20. Juni    | 4. Etappe Tour des Pays de Savoie (EZF)             | 2.2  | Sam Oomen   |
| 27. Juni    | Niederländische Meisterschaft – Straßenrennen (U23) | CN   | Stan Godrie |
| 11. Oktober | Paris-Tours Espoirs                                 | 1.2U | Sam Oomen   |

## Erfolge beim Cyclocross
In den Rennen der Saison 2014/15 der Cyclocross Tour gelangen die nachstehenden Erfolge.
| Datum      | Rennen                                         | Kat. | Fahrer      |
| ---------- | ---------------------------------------------- | ---- | ----------- |
| 11. Januar | Niederländische Meisterschaft, Veldhoven (U23) | CN   | Stan Godrie |
| 17. Januar | Trofeo Mamma & Papà Guerciotti, Mailand        | C2   | Stan Godrie |

## Abgänge – Zugänge
| Zugänge             | Team 2014 | Abgänge            | Team 2015              |
| ------------------- | --------- | ------------------ | ---------------------- |
| Sjoerd Bax          | Neoprofi  | Bertjan Lindeman   | Team Lotto NL-Jumbo    |
| Mitchell Cornelisse | Neoprofi  | Timo Roosen        | Team Lotto NL-Jumbo    |
| Peter Lenderik      | Neoprofi  | Mike Teunissen     | Team Lotto NL-Jumbo    |
| Jan Maas            | Neoprofi  | Etienne van Empel  | Roompot Oranje Peloton |
| Antwan Tolhoek      | Neoprofi  | André Looij        | Roompot Oranje Peloton |
| Hartthijs de Vries  | Neoprofi  | Ivar Slik          | Roompot Oranje Peloton |
|                     |           | Ricardo van Dongen | SEG Racing             |
|                     |           | Floris Gerts       | BMC Development        |
|                     |           | Emiel Dolfsma      | Unbekannt              |

## Mannschaft
| Name                | Geburtstag        | Nationalität |
| ------------------- | ----------------- | ------------ |
| Sjoerd Bax          | 6. Januar 1996    | Niederlande  |
| Cees Bol            | 27. Juli 1995     | Niederlande  |
| Martijn Budding     | 31. August 1995   | Niederlande  |
| Mitchell Cornelisse | 24. Januar 1996   | Niederlande  |
| Hartthijs de Vries  | 11. Juli 1996     | Niederlande  |
| Stan Godrie         | 9. Januar 1993    | Niederlande  |
| Piotr Havik         | 7. Juli 1994      | Niederlande  |
| Lennard Hofstede    | 29. Dezember 1994 | Niederlande  |
| Nino Honigh         | 7. Januar 1995    | Niederlande  |
| Merijn Korevaar     | 7. Mai 1994       | Niederlande  |
| Peter Lenderink     | 11. Februar 1996  | Niederlande  |
| Jan Maas            | 19. Februar 1996  | Niederlande  |
| Jeroen Meijers      | 12. Januar 1993   | Niederlande  |
| Joris Nieuwenhuis   | 11. Februar 1996  | Niederlande  |
| Sam Oomen           | 15. August 1995   | Niederlande  |
| Antwan Tolhoek      | 29. April 1994    | Niederlande  |
| Maarten van Trijp   | 6. Oktober 1993   | Niederlande  |
| Martijn Tusveld     | 9. September 1993 | Niederlande  |
| Sieben Wouters      | 23. Juni 1996     | Niederlande  |